# Morelos Ecatepec FC
Morelos Ecatepec FC ist ein Fußballverein aus der mexikanischen Gemeinde Ecatepec de Morelos im Estado de México. Seine Heimspielstätte ist das Estadio José María Morelos y Pavón (benannt nach dem mexikanischen Volkshelden José María Morelos y Pavón) in dem Ort San Cristóbal Ecatepec.

## Geschichte
Der im September 1931 gegründete Verein spielt gegenwärtig in der viertklassigen Tercera División. Seine größte Epoche waren die späten 1980er und frühen 1990er Jahre, als die Fußballmannschaft in der Saison 1987/88 die seinerzeit noch drittklassige Tercera División gewann und in den darauffolgenden drei Spielzeiten (1988–1991) in der zweiten Liga vertreten war.